# Liste de publications importantes en physique

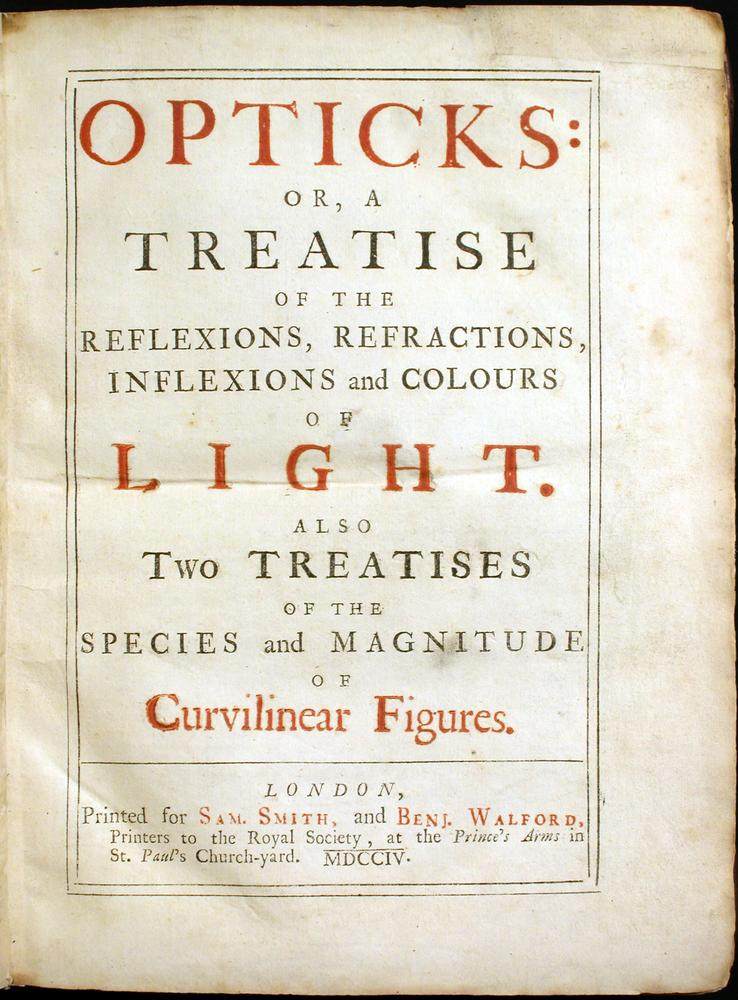
Première édition datant de 1704 du traité Opticks sur la réflexion (optique), la réfraction, la diffraction et la théorie des couleurs.

Voici une liste de publications importantes en physique, organisés par domaine.
Quelques raisons pour lesquelles une publication peut être considérée comme importante : 
- Sujet créateur – Une publication qui a créé un nouveau sujet
- Découverte – Une publication qui a changé de manière significative les connaissances scientifiques
- Influence – Une publication qui a considérablement influencé le monde, ou qui a eu un impact massif sur l'enseignement de la physique.

## Physique appliquée

### Physique des accélérateurs
- (de) G. Ising, « Prinzip einer Methode zur Herstellung von Kanalstrahlen hoher Voltzahl », Arkiv för Matematik, Astronomi och Fysik, vol. 18, no 30,‎ 1924, p. 1–4 : Le physicien suédois Gustav Ising a été le premier à publier le concept de base d'un accélérateur linéaire.
- (de) R. Widerøe, « Über ein neues Prinzip zur Herstellung hoher Spannungen », Archiv für Elektrotechnik, vol. 21, no 4,‎ 1928, p. 387–406 (DOI 10.1007/BF01656341) : Le physicien norvégien Rolf Widerøe a pris l'idée de Ising, et l'a approfondit. il a plus tard construit le premier accélérateur linéaire opérationnel.
- D. W. Kerst, « The Acceleration of Electrons by Magnetic Induction », Physical Review, vol. 60, no 1,‎ 1941, p. 47–53 (DOI 10.1103/PhysRev.60.47, Bibcode 1941PhRv...60...47K, lire en ligne)
- D. W. Kerst et R. Serber, « Electronic Orbits in the Induction Accelerator », Physical Review, vol. 60, no 1,‎ 1941, p. 53–58 (DOI 10.1103/PhysRev.60.53, Bibcode 1941PhRv...60...53K) : Ces deux articles décrivent le concept de bêtatroniques et les premières données expérimentales portant sur son travail, construit par Donald William Kerst.
- E. D. Courant, M. S. Livingston et H. S. Snyder, « The Strong-Focusing Synchrotron—A New High Energy Accelerator », Physical Review, vol. 88, no 5,‎ 1952, p. 1190–1196 (DOI 10.1103/PhysRev.88.1190, Bibcode 1952PhRv...88.1190C)
- E. D. Courant et H. S. Snyder, « Theory of the alternating-gradient synchrotron », Annals of Physics, vol. 3, no 1,‎ 1958, p. 1–48 (DOI 10.1006/aphy.2000.6012, Bibcode 2000AnPhy.281..360C, lire en ligne)

Ces publications ont été les premières à introduire l'idée d'une forte focalisation de faisceaux de particules, ce qui permet le passage de concepts d'accélérateur circulaires compacts à des dispositifs magnétiques à fonction séparée comme synchrotrons, anneaux de stockage et collisionneurs de particules.

### Biophysique
- M. F. Perutz, « Electrostatic effects in proteins », Science, vol. 201, no 4362,‎ 1978, p. 1187–1191 (PMID 694508, DOI 10.1126/science.694508, Bibcode 1978Sci...201.1187P)
- (en) C. R. Cantor et P. R. Schimmel, Biophysical Chemistry, vol. Vols. 1–3, W. H. Freeman, 1980  (ISBN 0-7167-1188-5) (Vol. 1),  (ISBN 0-7167-1190-7) (Vol. 2),  (ISBN 0-7167-1192-3) (Vol. 3)
- (en) H. Tributsch, How Life Learned to Live : Adaptation in Nature, MIT Press, 1982 (ISBN 978-0-262-20045-5)
- (en) R. Glaser (trad. de l'allemand), Biophysics, Berlin/Heidelberg/Paris etc., Springer, 2001, 5e éd., 361 p. (ISBN 3-540-67088-2)
- (en) R. M. J. Cotterill, Biophysics : An Introduction, Wiley, 2002 (ISBN 978-0-471-48538-4)
- (en) P. C. Nelson, Biological Physics, W. H. Freeman, 2007 (ISBN 978-0-7167-9897-2)

#### Cellule
- (en) R. Phillips, J. Kondev et J. Theriot, Physical Biology of the Cell, Garland Science, 2008, 807 p. (ISBN 978-0-8153-4163-5 et 0-8153-4163-6)

#### Mathématique
- (en) N. Rashevsky, Mathematical Biophysics, Volume 1, Dover Publications, 1960, 3e éd. (ISBN 0-486-60574-4)
- (en) N. Rashevsky, Mathematical Biophysics, Volume 2, Dover Publications, 1960, 3e éd. (ISBN 0-486-60575-2)

#### Médical
- (en) T. C. Ruch et J. F. Fulton, Medical Physiology and Biophysics, Saunders, 1974 (ISBN 978-0-7216-7818-4)
- (en) E. M. Haacke, R. W. Brown, M. R. Thompson et R. Venkatesan, Magnetic Resonance Imaging : Physical Principles and Sequence Design, Wiley–Liss, 1999 (ISBN 0-471-35128-8)
- (en) R. K. Hobbie et B. J. Roth, Intermediate Physics for Medicine and Biology, Springer, 2006, 4e éd., 616 p. (ISBN 978-0-387-30942-2, lire en ligne)

#### Moléculaire
- (en) M. F. Perutz, Proteins and Nucleic Acids, Elsevier, 1962
- M. F. Perutz, « The haemoglobin molecule », Proceedings of the Royal Society B, vol. 173, no 31,‎ 1969, p. 113–40 (PMID 4389425, DOI 10.1098/rspb.1969.0043, Bibcode 1969RSPSB.173..113P)
- (en) K. Sneppen et G. Zocchi, Physics in Molecular Biology, Cambridge University Press, 2005 (ISBN 0-521-84419-3)

#### Plante
- (en) Govindjee, Bioenergetics of Photosynthesis, Academic Press, 1975 (ISBN 0-12-294350-3)

### Géophysique
- (la) W. Gilbert, De Magnete, Magneticisque Corporibus, et de Magno Magnete Tellure, Peter Short, 1600. Première description du magnétisme d'un scientifique élisabéthaine composé de six livres. Attributions erronées du magnétisme au mouvement des corps dans le système solaire[1].
- (en) S. Chapman et J. Bartels, Geomagnetism Volume 1 : Geomagnetic and Related Phenomena, Clarendon Press, 1940 (OCLC 499431969, ASIN B002K07MAO, lire en ligne)
- (en) S. Chapman et J. Bartels, Geomagnetism Volume 2 : Analysis of the Data and Physical Theories, Clarendon Press, 1940 (OCLC 458641769, ASIN B0020TCMR8, lire en ligne). Une référence classique sur le champ magnétique de la Terre et des sujets liés à la météorologie, la physique solaire et lunaire, l'aurore, les techniques d'analyse harmonique sphérique et le traitement des périodicités dans les données géophysiques[2]. Ses résumés complets ont été une référence du géomagnétisme et de l'ionosphère pendant au moins deux décennies[3].
- (en) Ö. Yilmaz, Seismic data processing, Tulsa (Oklah.), Society of Exploration Geophysicists, 1999, 9e éd., 526 p. (ISBN 0-931830-40-0) : Traitement des données sismiques dans l'industrie de la géophysique pétrolière.

### Physique du calcul
- R. P. Feynman, « Simulating physics with computers », International Journal of Theoretical Physics, vol. 21, nos 6–7,‎ 1982, p. 467–488 (DOI 10.1007/BF02650179, Bibcode 1982IJTP...21..467F) : Développement de la théorie d'un ordinateur numérique comme un dispositif de calcul universel.
- S. Lloyd, « Ultimate physical limits of computation », Nature, vol. 406, no 6799,‎ 2000, p. 1047–1054 (PMID 10984064, DOI 10.1038/35023282, Bibcode 2000Natur.406.1047L, arXiv quant-ph/9908043)

### Physique du plasma
- (en) I. Langmuir, The Collected Works of Irving Langmuir Volume 3 : Thermonic Phenomenon : Papers from 1916–1937, Pergamon Press, 1961
- (en) I. Langmuir, The Collected Works of Irving Langmuir Volume 4 : Electrical Discharges : Papers from 1923–1931, Pergamon Press, 1961. Ces deux volumes, gagnant du prix Nobel, de Irving Langmuir, comprennent ses documents publiés résultant de ses expériences avec des gaz ionisés (à savoir le plasma). Les livres résument la plupart des propriétés de base du plasme. Langmuir a inventé le mot plasma vers 1928.
- (en) H. Alfvén et C.-G. Fälthammar, Cosmical Electrodynamics, Oxford University Press, 1963. Hannes Alfvén a remporté le prix Nobel pour son développement de la magnétohydrodynamique (MHD) la science qui modélise le plasma comme un fluide.

## Astronomie et Astrophysique
- (la) Mikolaj Kopernik, De revolutionibus orbium coelestium, Nuremberg, Johannes Petreius, 1543, 405 p. : Favorise le modèle héliocentrique par apport au modèle ptolémaïque du système solaire; parfois crédité d'avoir fait débuté la révolution scientifique dans le monde occidental.
- (la) Johannes Kepler ((Available online)), Astronomia nova, Prague, 1609 : Fourni des arguments forts envers l'héliocentrisme et a contribué aux renseignements des mouvements des planètes, y compris la première mention de leur trajectoire Orbite elliptique et le changement de leur mouvement pour un mouvement libre. L'une des œuvres les plus importantes de la révolution scientifique[4]
- (la) Johannes Kepler ((Available online)), Harmonices Mundi, 1619 : Développement de la troisième des lois de Kepler.

### Astrophysique
L'astrophysique emploie des principes physiques « pour déterminer la nature des corps célestes, plutôt que leurs positions ou motions dans l'espace ».
- E. M. Burbidge, G. R. Burbidge,, F. Fowler et F. Hoyle, « Synthesis of the Elements in Stars », Reviews of Modern Physics, vol. 29, no 4,‎ 1957, p. 547–650 (DOI 10.1103/RevModPhys.29.547, Bibcode 1957RvMP...29..547B) : Un article historique de la physique stellaire, analysant plusieurs processus clés qui pourraient être responsables de la synthèse des éléments chimiques dans la nature et leurs abondances relatives; On l'appelle maintenant la théorie de la nucléosynthèse stellaire.
- Sandra M. Faber et Robert Jackson, « Velocity dispersions and mass-to-light ratios for elliptical galaxies », Astrophysical Journal, vol. 204, no 6,,‎ 1976, p. 668 (DOI 10.1086/154215, Bibcode 1976ApJ...204..668F). Introduction de la Relation de Faber-Jackson relatant la luminosité des galaxies et la dispersion de vitesse.
- R. B Tully et J. R. Fisher, « A new method of determining distances to galaxies », Astronomy and Astrophysics, vol. 54, no 3,‎ 1977, p. 661–673 (Bibcode 1977A&A....54..661T) : Introduction de la Loi de Tully-Fisher entre luminosité des galaxies et l'amplitude de sa courbe de rotation.
- Laura Merritt et David Merritt, « A fundamental relation between supermassive black holes and their host galaxies », Astrophysical Journal Letters, vol. 539, no 1,‎ 2000, L9–L12 (DOI 10.1086/312838, Bibcode 2000ApJ...539L...9F, arXiv astro-ph/0006053) : Introduction de la relation M-sigma entre la masse d'un trou noir et la dispersion de vitesse galaxie.

### Cosmologie
- A. D. Sakharov, « Violation of CP invariance, C asymmetry, and baryon asymmetry of the universe », Journal of Experimental and Theoretical Physics, vol. 5, no 5,‎ 1967, p. 24–27 (DOI 10.1070/PU1991v034n05ABEH002497, Bibcode 1991SvPhU..34..392S). Introduit les conditions nécessaires pour la baryogénèse, en utilisant des résultats récents (découverte de la violation de CP, etc.). Réédité en 1991 dans Soviet Physics Uspekhi, vol.34 (numéro 5), pages 392-393.
- (en) Edward Kolb et Michael Turner, The Early Universe : reprints, Redwood City (Calif.)/Menlo Park (Calif.)/Reading (Mass.) etc., Addison–Wesley, 1988, 719 p. (ISBN 0-201-11604-9) : Référence sur la cosmologie, en discutant les questions d'observation et théoriques.
- J. C. Mather, E. S. Cheng, R.E. Eplee, Jr., R. B. Isaacman, S. S. Meyer, R. A. Shafer, R. Weiss, E. L. Wright, C. L. Bennett, N. W. Boggess, E. Dwek, S. Gulkis, M. G. Hauser, M. Janssen, T. Kelsall, P. M. Lubin, S. H. Moseley, Jr., T. L. Murdock, R. F. Silverberg, G. F. Smoot and D. T. Wilkinson, « A Preliminary Measurement of the Cosmic Microwave Background Spectrum by the Cosmic Background Explorer (COBE) Satellite », The Astrophysical Journal, vol. 354,‎ 1990, L37–40 (DOI 10.1086/185717, Bibcode 1990ApJ...354L..37M)
- J. C. Mather, Fixsen, D. J., Shafer, R. A., Mosier, C. et Wilkinson, D. T., « Calibrator Design for the Far-Infrared Absolute Spectrophotometer (FIRAS) », The Astrophysical Journal, vol. 512, no 2,‎ 20 février 1999, p. 511–520 (DOI 10.1086/306805, Bibcode 1999ApJ...512..511M, arXiv astro-ph/9810373). Les résultats rapportés par le satellite COBE, qui a été développé par le Goddard Space Flight Center de la NASA pour mesurer le rayonnement infrarouge et micro-ondes diffus de l'univers pour les limites fixées par notre environnement astrophysiques. Les mesures effectuées par un Far Infrared Absolute Spectrophotometer (FIRAS) a confirmé que le spectre du fond diffus cosmologique est celui d'un corps noir presque parfait avec une température de 2.725 ± 0.002 K. Cette observation correspond extraordinairement bien aux prédictions de la théorie du Big Bang. Le premier article présente les premiers résultats; le second les résultats finaux.
- G. F. Smoot, C. L. Bennett, A. Kogut, E. L. Wright, J. Aymon, N. W. Boggess, E. S. Cheng, G. De Amici, S. Gulkis, M. G. Hauser, G. Hinshaw, P. D. Jackson, M. Janssen, E. Kaita, T. Kelsall, P. Keegstra, C. Lineweaver, K. Loewenstein, P. Lubin, J. Mather, S. S. Meyer, S. H. Moseley, T. Murdock, L. Rokke, R. F. Silverberg, L. Tenorio, R. Weiss et D. T. Wilkinson, « Structure in the COBE differential microwave radiometer first-year maps », The Astrophysical Journal, vol. 396,‎ 1992, L1–5 (DOI 10.1086/186504, Bibcode 1992ApJ...396L...1S)
- C. L. Bennett, Banday, A. J., Górski, K. M., Hinshaw, G., Jackson, P., Keegstra, P., Kogut, A., Smoot, G. F., Wilkinson, D. T. et Wright, E. L., « Four-Year COBE DMR Cosmic Microwave Background Observations: Maps and Basic Results », The Astrophysical Journal, vol. 464, no 1,‎ 10 juin 1996, L1–L4 (DOI 10.1086/310075, Bibcode 1996ApJ...464L...1B, arXiv astro-ph/9601067) : Présente les résultats du Differential Microwave Radiometer (DMR) sur le satellite COBE. Ces minuscules variations de l'intensité de la CMB a distribué lorsque l'Univers était encore très jeune. Le premier article présente les premiers résultats; le second, les résultats finaux.
- Hauser, R. G. Arendt, T. Kelsall, E. Dwek, N. Odegard, J. L. Weiland, H. T. Freudenreich, W. T. Reach, R. F. Silverberg, S. H. Moseley, Y. C. Pei, P. Lubin, J. C. Mather, R. A. Shafer, G. F. Smoot, R. Weiss, D. T. Wilkinson et E. L. Wright, « The COBE Diffuse Infrared Background Experiment Search for the Cosmic Infrared Background. I. Limits and Detections », The Astrophysical Journal, vol. 508, no 1,‎ 1998, p. 25–43 (DOI 10.1086/306379, Bibcode 1998ApJ...508...25H, arXiv astro-ph/9806167, lire en ligne) : Présente les résultats de Diffuse Infrared Background Experiment (DIRBE) sur le satellite COBE. La cosmic infrared background (CIB) représente un « échantillon de base » de l'Univers ; il contient les émissions cumulées des étoiles et des galaxies remontant à l'époque où ces objets ont commencé à se former.

## Physique Atomique et moléculaire
- (de) W.C. Röntgen, « Über eine neue Art von Strahlen » [« On A New Kind Of Rays »], Sitzungsberichte der Würzburger Physik-medic. Gesellschaft, vol. 22, no 3,‎ 28 décembre 1895, p. 153–157 (DOI 10.3322/canjclin.22.3.153, lire en ligne, consulté le 24 août 2013) : Découverte des rayons X, conduisant à l'obtention du premier prix Nobel de physique pour l'auteur.
- J.J. Thomson, « Cathode rays », Philosophical Magazine, vol. 44,‎ 1897, p. 293–316 (DOI 10.1080/14786449708621070, lire en ligne) : La mesure expérimentale classique de la masse et la charge des corpuscules de rayons cathodiques, plus tard appelées électrons. Il a remporté le Prix Nobel de physique (en 1906) pour cette découverte.
- Articles de Zeeman (1897)
  - P. Zeeman, « On the influence of Magnetism on the Nature of the Light emitted by a Substance », Phil. Mag., vol. 43,‎ 1897, p. 226
  - P. Zeeman, « Doubles and triplets in the spectrum produced by external magnetic forces », Phil. Mag., vol. 44, no 266,‎ 1897, p. 55–60 (DOI 10.1080/14786449708621028)
  - P. Zeeman, « The Effect of Magnetisation on the Nature of Light Emitted by a Substance », Nature, vol. 55, no 1424,‎ 11 février 1897, p. 347 (DOI 10.1038/055347a0, Bibcode 1897Natur..55..347Z) : Décrit le fameux effet du fractionnement des raies spectrales dans des champs magnétiques; l'auteur a gagné un prix Nobel de physique en 1902.
- Planck, Max (1901).

Voir la partie physique quantique.
- Einstein, Albert (1905).

Voir la partie physique quantique.
- Bohr, Niels (1913-4).

Voir la partie physique quantique.
- H. G. J. Moseley et M. A., « The High Frequency Spectra of the Elements », Phil. Mag., vol. 26,‎ 1913, p. 1024–1034 (DOI 10.1080/14786441308635052, lire en ligne) : Annonce d'une loi qui a donné des éléments déterminants pour le numéro atomique de l'étude des spectres de rayons X, ce qui pourrait être expliqué par le modèle de Bohr.
- (de) J. Stark, « Beobachtungen über den Effekt des elektrischen Feldes auf Spektrallinien I. Quereffekt » [« Observations of the effect of the electric field on spectral lines I. Transverse effect »], Annalen der Physik, vol. 43,‎ 1914, p. 965–983 (DOI 10.1002/andp.19143480702, Bibcode 1914AnP...348..965S) Pulbié en 1913 dans Sitzungsberichten der Kgl. Preuss. Akad. d. Wiss. Décrit le fameux effet du fractionnement des raies spectrales dans un champ électrique (effet Zeeman), comme prédit par Voigt. Observé la même année (1913) que Lo Surdo[4]; le travail a remporté un prix Nobel de physique pour Stark.
- (de) Albert Einstein, « Strahlungs-Emission und -Absorption nach der Quantentheorie » [« Radiation Emission and Absorption according to the Quantum theory »], Verhandlungen der Deutschen Physikalischen Gesellschaft, vol. 18,‎ 1916, p. 318–323 (Bibcode 1916DPhyG..18..318E)
  - (de) Albert Einstein, « Zur Quantentheorie der Strahlung » [« On the Quantum Theory of Radiation »], Mitteilungen der Physikalischen Gessellschaft Zürich, vol. 18,‎ 1916, p. 47–62
  - (de) Albert Einstein, « Zur Quantentheorie der Strahlung » [« On the Quantum Theory of Radiation »], Physikalische Zeitschrift, vol. 18,‎ 1917, p. 121–128 (Bibcode 1917PhyZ...18..121E) : Formulation des concepts d'émission spontanée et stimulée.
- Arnold Sommerfeld (1919).

Voir la partie physique quantique.
- Auger, Pierre, « Sur les rayons β secondaires produits dans un gaz par des rayons X » [« On the secondary β-rays produced in a gas by X-rays »], C.r.a.s., vol. 177,‎ 1923, p. 169–171 (lire en ligne) : Description de l'effet d'ionisation atomique découvert par Meitner[6], mais nommé par son découvreur, Auger.
- de Broglie, Louis (1924).

Voir la partie physique quantique.
- Matrix mechanics papers: W. Heisenberg (1925), M. Born et P. Jordan (1925), M. Born, W. Heisenberg, et P. Jordan (1926).

Voir la partie physique quantique.
- Schroedinger, E (1926).

Voir la partie physique quantique.
- C. V. Raman, « A new radiation », Indian J. Phys., vol. 2,‎ 1928, p. 387–398. Relate la découverte expérimentale de la diffusion inélastique de la lumière (prédite théoriquement par A. Smekal en 1923) dans les liquides (avec K. S. Krishnan), pour lequel Râman reçoit le prix Nobel de physique en 1930. Observé indépendamment peu de temps après (en cristaux) par G. Landsberg et L. I. Mandelstam

.

## Mécanique classique
La mécanique classique est un système de la physique ayant pour précurseurs Isaac Newton et ses contemporains. Il est préoccupé par le mouvement des objets macroscopiques à des vitesses bien en-dessous de la vitesse de la lumière.
- (la) Galileo Galilei, Discorsi e dimostrazioni matematiche, intorno à due nuove scienze attenenti alla mecanica & i movimenti locali, Leyde, Louis Elsevier, 1638
- (la) René Descartes (Translation with explanatory notes by Valentine Rodger Miller and Reese P. Miller), Principia philosophiae, Dordrecht, Reidel, 1983 (1re éd. 1644, with additional material from the French translation of 1647) (ISBN 90-277-1451-7)
- (la) Isaac Newton, Philosophiae naturalis principia mathematica, 1687. Un ouvrage en trois volumes, souvent appelé Principia ou Principia Mathematica. Un des livres scientifiques les plus influents jamais publiés, il contient la description des lois du mouvement de Newton formant la base de la mécanique classique, ainsi que sa loi de la gravitation universelle.
- Joseph Louis Lagrange, Mécanique Analytique, 1788. Le chef-d'œuvre de Lagrange portant sur la mécanique et de la dynamique des fluides. Basé en grande partie sur le calcul des variations, ce travail a introduit la mécanique lagrangienne, et les notions de travail virtuel, coordonnées généralisées, et le lagrangien. Lagrange a également développé le principe de moindre action.
- Article d'Hamilton
  - William Rowan Hamilton, « On the Application to Dynamics of a General Mathematical Method previously applied to Optics », British Association Report 1834, published 1835,‎ 1835, p. 513–518 (lire en ligne, consulté le 14 décembre 2012)
  - William Rowan Hamilton, « On a General Method in Dynamics; by which the Study of the Motions of all free Systems of attracting or repelling Points is reduced to the Search and Differentiation of one central Relation, or characteristic Function », Philosophical Transactions of the Royal Society, vol. 124,‎ 1835, p. 247–308 (DOI 10.1098/rstl.1834.0017, lire en ligne, consulté le 14 décembre 2012)
  - William Rowan Hamilton, « Second Essay on a General Method in Dynamics », Philosophical Transactions of the Royal Society, vol. 125,‎ 1835, p. 95–144 (DOI 10.1098/rstl.1835.0009, lire en ligne, consulté le 14 décembre 2012) : Ces trois articles ont utilisé la méthode d'Hamilton en optique afin de formuler, de nouveau, la mécanique; celle-ci est maintenant appelée mécanique hamiltonienne.
- Emmy Noether (1918).

Voir la partie Physique mathématiques.
- Articles de Kolmogorov-Arnol'd-Moser.
  - A. N. Kolmogorov, On Conservation of Conditionally Periodic Motions for a Small Change in Hamilton's Function, Dokl. Akad. Nauk SSSR 98, 1954, 527-530.
  - J. Moser, On Invariant Curves of Area-Preserving Mappings of an Annulus, Nachr. Akad. Wiss., Göttingen Math.-Phys. Kl. II, 1-20, 1962.
  - V. I. Arnol'd, Proof of a Theorem of A. N. Kolmogorov on the Preservation of Conditionally Periodic Motions under a Small Perturbation of the Hamiltonian, Uspehi Mat. Nauk 18, 1963, 13-40. Ensemble de résultats importants dans la théorie des systèmes hamiltoniens des systèmes dynamiques, nommé le théorème KAM. Considéré rétrospectivement comme un début de la théorie du chaos.

### Dynamique des fluides
- Archimède (ca. 250 BCE), On Floating Bodies (en Grec ancien). Syracuse, Sicile : Traité composé de deux livres, considéré comme le texte fondateur de la mécanique des fluides et de l'hydrostatique en particulier. Il contient une introduction de son fameux principe[9].
- Daniel Bernoulli, Hydrodynamica, sive de viribus et motibus fluidorum commentarii (en Latin), Strasbourg, 1738 : Établissement d'une approche unifiée de l'hydrostatique et de l'hydraulique ; étude des efflux ; Principe de Bernoulli.
- Jean le Rond D'Alembert, Essai d'une nouvelle théorie de la résistance des fluides, Paris, 1752 : Introduction du Paradoxe de D'Alembert.
- Leonhard Euler, « Principes généraux du mouvement des fluides » [« General principles of fluid motion »], Mémoires de l'académie des sciences de Berlin, vol. 11,‎ 1757, p. 274–315 (Présenté en 1755) : Formulation de la théorie de la dynamique des fluides en termes d'un ensemble d'équations aux dérivées partielles: les équations d'Euler (dynamique des fluides)
- Claude Louis Navier, « Mémoire sur les lois du mouvement des fluides », Mémoires de l'académie des Sciences de l'Institut de France, vol. 6,‎ 1827, p. 389–440 (Présenté en 1822) : Première formulation des équations de Navier-Stokes, bien que basée sur une théorie moléculaire incorrecte.
- George Gabriel Stokes, « On the theory of the internal friction of fluids in motion, and of the equilibrium and motion of elastic solids », Transactions of the Cambridge Philosophical Society, vol. 8,‎ 1849, p. 287 (Présenté en 1845) : Formulation correcte des équations de Navier-Stokes.
- Hermann von Helmholtz, « Über integrale der hydrodynamischen gleichungen, welche den wirbelbewegungen entsprechen », Journal für die reine und angewandte Mathematik, vol. 55, no 55,‎ 1858, p. 25–55 (DOI 10.1515/crll.1858.55.25) : Introduction de l'étude de la dynamique des vortex (voir Tourbillon).
- Osbourne Reynolds, « An experimental investigation of the circumstances which determine whether the motion of water shall be direct or sinuous, and of the law of resistance in parallel channels », Philosophical Transactions, vol. 174,‎ 1883, p. 935–982 (DOI 10.1098/rstl.1883.0029, Bibcode 1883RSPT..174..935R) : Présentation du nombre de Reynolds.
- Ludwig Prandtl, « Über Flüssigkeitsbewegung bei sehr kleiner Reibung », Verhandlungen des dritten internationalen Mathematiker-Kongresses in Heidelberg 1904,‎ 1905, p. 484–491 (Presented in 1904) : Introduction de la couche limite.
- (ru) Andrey Nikolaevich Kolmogorov, « ru:Локальная структура турбулентности в несжимаемой жидкости при очень больших числах Рейнольдса », Doklady Akademii Nauk, vol. 30, no 1890,‎ 1941, p. 299–303 (DOI 10.1098/rspa.1991.0075, Bibcode 1991RSPSA.434....9K). Traduit en anglais par Andrey Nikolaevich Kolmogorov, « The local structure of turbulence in incompressible viscous fluid for very large Reynolds numbers », Proceedings of the Royal Society A, vol. 434, no 1991,‎ 8 juillet 1991, p. 9–13 (DOI 10.1098/rspa.1991.0075, Bibcode 1991RSPSA.434....9K) : Présentation d'une théorie quantitative de la turbulence.
- (en) A. S. Monin et John L Lumley (dir.) (Translated by A. M. Yaglom), Statistical fluid mechanics; mechanics of turbulence, Cambridge, Massachusetts, MIT Press, 1971 (1re éd. 1965) (ISBN 978-0-262-13062-2) : Passage en revue du texte portant sur la turbulence.

## Physique numérique
- (en) S. Ulam, R. D. Richtmyer et J. von Neumann, « Statistical methods in neutron diffusion : Scientific Laboratory report LAMS–551 » [PDF], sur LANL, 1947 : Cet article contient la première utilisation de la méthode de Monte-Carlo, créé à Los Alamos.
- Nicholas Metropolis et al. (1953)

Voir la partie Mécanique et thermodynamique statistique.
- (en) E. Fermi, J. Pasta et S. Ulam, Studies of Nonlinear Problems (Document du laboratoire Los Alamos LA-1940), 1955 (lire en ligne [PDF]) : La simulation de Fermi-Ulam-Pasta a été une première démonstration importante de la capacité des ordinateurs pour traiter des problèmes (physique) non linéaire. Son résultat surprenant en ce qui concerne équipartition thermique fait penser à la théorie du chaos.
- Dynamique moléculaire.
  - B. J. Alder et T. E. Wainwright, « Studies in Molecular Dynamics. I. General Method », J. Chem. Phys., vol. 31, no 2,‎ 1959, p. 459 (DOI 10.1063/1.1730376, Bibcode 1959JChPh..31..459A)
  - A. Rahman, « Correlations in the Motion of Atoms in Liquid Argon », Phys Rev, vol. 136, no 2A,‎ 1964, A405–A411 (DOI 10.1103/PhysRev.136.A405, Bibcode 1964PhRv..136..405R) : formulations indépendantes de la méthode de la dynamique moléculaire.

## Physique de la matière condensée
La physique de la matière condensée traite des propriétés physiques des phases condensées de la matière.
- Documents de John Bardeen, Leon Neil Cooper, et de John Robert Schrieffer.
  - L. N. Cooper, « Bound Electron Pairs in a Degenerate Fermi Gas », Physical Review, vol. 104, no 4,‎ 1956, p. 1189–1190 (DOI 10.1103/PhysRev.104.1189, Bibcode 1956PhRv..104.1189C)
  - J. Bardeen, L. N. Cooper et J. R. Schrieffer, « Microscopic Theory of Superconductivity », Physical Review, vol. 106,‎ 1957, p. 162–164 (DOI 10.1103/PhysRev.106.162, Bibcode 1957PhRv..106..162B)
  - J. Bardeen, L. N. Cooper et J. R. Schrieffer, « Theory of Superconductivity », Physical Review, vol. 108, no 5,‎ 1957, p. 1175–1204 (DOI 10.1103/PhysRev.108.1175, Bibcode 1957PhRv..108.1175B)

Ces trois documents développent la théorie BCS de la (TCnon élevé) super-conductivité, concernant l'interaction entre les électrons et les phonons d'un treillis. Les auteurs ont reçu le prix Nobel.

### Physique des polymères
- (de) Eugen Guth et Mark Hermann, « Zur innermolekularen, Statistik, insbesondere bei Kettenmolekiilen I » [« For the intra-molecular, statistics, especially for chain molecules I »], Monatshefte für Chemie, vol. 65, no 1,‎ 1934, p. 93–121 (DOI 10.1007/BF01522052) : Contient le fondement de la théorie cinétique de l'élasticité du caoutchouc, y compris la première description théorique de la mécanique statistique des polymères.
- Eugene Guth et James, Hubert M., « Elastic and Thermoelastic Properties of Rubber like Materials », Industrial & Engineering Chemistry, vol. 33, no 5,‎ 1941, p. 624–629 (DOI 10.1021/ie50377a017) : Présenté par Guth à la réunion de l'American Chemical Society de 1939, cet article contient la première ébauche de la théorie du réseau de l'élasticité du caoutchouc.
- Hubert M. James et Guth, Eugene, « Theory of the Elastic Properties of Rubber », The Journal of Chemical Physics, vol. 11, no 10,‎ 1943, p. 455 (DOI 10.1063/1.1723785, Bibcode 1943JChPh..11..455J). Présentation d'une version plus détaillée de la théorie des réseaux de l'élasticité du caoutchouc.
- (en) Paul J. Flory, Principles of polymer chemistry, Ithaca, Cornell Univ. Press, 1992, 15. pr. éd., 672 p. (ISBN 0-8014-0134-8, lire en ligne)
- (en) Paul J. Flory, Statistical mechanics of chain molecules, New York, Interscience Publishers, 1969 (ISBN 0-470-26495-0)
  - Réédition : (en) Paul J. Flory, J. G. Jackson et C. J. Wood, Statistical mechanics of chain molecules., Hanser Gardner, 1989 (ISBN 1-56990-019-1)
- (en) Pierre-Gilles de Gennes, Scaling concepts in polymer physics, Ithaca, New York, Cornell Univ. Press, 1996, 5e éd., 324 p. (ISBN 978-0-8014-1203-5, lire en ligne)
- (en) M. Doi et Edwards, S.F., The theory of polymer dynamics, Oxford, Clarendon Press, 1988, 391 p. (ISBN 978-0-19-852033-7, lire en ligne)
- (en) Vladimir N. Pokrovskii, The mesoscopic theory of polymer dynamics, Dordrecht, Springer, 2009, 2e éd. (ISBN 978-90-481-2230-1)
- Vladimir N. Pokrovskii, (Springer Series in Chemical Physics, Vol. 95)
- The second edition, Springer, 2009.  (ISBN 978-90-481-2230-1)

## Électromagnétisme
- William Gilbert (auteur principal), Aaron Dowling, 1600 : Voir la partie Géophysique.
- Coulomb, C. A. (1785–89). Mémoires sur l'Électricité et le Magnétisme. Ce document contient les descriptions des études empiriques sur l'électricité. Il a établi une loi en carré inverse empirique qui porte son nom, en mesurant la torsion dans une balance de torsion[10]. Cavendish utilisera une méthode similaire pour estimer la valeur de la constante gravitationnelle de Newton[11] :
- Jean-Baptiste Biot et Félix Savart, « Note sur le magnétisme de la pile de Volta », Annales de chimie et de physique,‎ 1820 : Introduction de la loi de Biot et Savart, et l'analogue magnétostatique de la loi de Coulomb.
- Ampère, André-Marie, « Théorie mathématique des phénomènes électro-dynamiques: uniquement déduite de l'expérience » [« Memoir on the Mathematical Theory of Electrodynamic Phenomena, Uniquely Deduced from Experience »], Méquignon-Marvis,‎ 1826 : Introduction de la fameuse loi éponyme pour le courant électrique.
- Georg Ohm, Die galvanische Kette, mathematisch bearbeitet, TH Riemann, Berlin, 1827 : Annoncé la désormais célèbre loi d'Ohm, la relation entre tension et courant.
- Green, George, An Essay on the Application of Mathematical Analysis to the Theories of Electricity and Magnetism, Nottingham, 1828[12] : Essai conçu avec plusieurs idées clés, parmi eux un théorème similaire au théorème de Green moderne, l'idée de fonctions potentielles, et le concept de ce que l'on appelle aujourd'hui les fonctions de Green. Ce travail (initialement obscur) a directement influencé le travail de James Clerk Maxwell et de William Thomson, entre autres.
- (en) Michael Faraday (Reprinted 2000 from the 1st ed. 1839 (vol. 1), 1844 (vol. 2), 1855 (vol. 3)), Experimental researches in electricity, Santa Fe (N.M.), Green Lion Press, 1839–1855, 607 p. (ISBN 978-1-888009-15-6 et 1-888009-15-2)

Loi de Faraday sur l'induction et recherche en électromagnétisme.
- James Clerk Maxwell, « On Physical Lines of Force », The London, Edinburgh, and Dublin Philosophical Magazine and Journal of Science, vol. 21, no 4,‎ 1861, p. 161–175; 281–191; 338–348
- (en) James Clerk Maxwell et Thomas F. Torrance (dir.) (1982 reprint, with an appreciation by Albert Einstein), A Dynamical Theory of the Electromagnetic Field, Eugene, Oregon, Wipf and Stock, 1865, 116 p. (ISBN 978-1-57910-015-5, lire en ligne) : Le troisième des articles de James Clerk Maxwell concernés par l'électromagnétisme. La notion de courant de déplacement a été introduite, de sorte qu'il devient possible d'obtenir des équations d'ondes électromagnétiques. Il a été le premier document dans lequel les équations de Maxwell sont apparues.
- (en) David J. Griffiths, Introduction to electrodynamics, Englewood Cliffs, N.J., Prentice-Hall, 1981, 1re éd. (ISBN 0-13-481374-X) : Un texte d'introduction de premier cycle standard.

## Physique générale
- Lev Landau, Evgueni Lifchits (Russie. ed. 1940, Angleterre. ed 1960), Course of Theoretical Physics : Manuel important en dix volumes concernant les méthodes de la physique théorique.
- Richard Feynman, Robert B. Leighton et Matthew Sands, Feynman Lectures on Physics, Addison–Wesley, 1964 : Manuel en trois volumes couvrant la durée de la physique.

## Physique mathématique
- Edwin Bidwell Wilson, Vector Analysis: A text-book for the use of students of mathematics and physics, founded upon the lectures of J. Willard Gibbs Ph.D. LL.D, 1901 : Introduction de la notation moderne de calcul vectoriel, basé sur le système de Gibbs.
- (de) Emmy Noether, « Invariante Variationsprobleme » [« Invariant Variation Problems »], Nachr. D. König. Gesellsch. D. Wiss. Zu Göttingen, Math-phys. Klasse, vol. 1918,‎ 1918, p. 235–257 Reprinted in: Emmy Noether, « Invariant variation problems », Transport Theory and Statistical Physics, vol. 1, no 3,‎ 1971, p. 186–207 (DOI 10.1080/00411457108231446, Bibcode 1971TTSP....1..186N, arXiv physics/0503066) : Contient une preuve du théorème de Noether (mathématiques) (exprimée en deux théorèmes), montrant que toute symétrie du Lagrangien correspond à une quantité conservée. Ce résultat a eu une profonde influence sur la physique théorique du XXe siècle.
- (de) Ernst Ising, « Beitrag zur Theorie des Ferro-und Paramagnetismus » [« Contribution to the theory of ferro- and paramagnetism »], Thesis, Hamburg,‎ 1924
- (de) Ernst Ising, « Beitrag zur Theorie des Ferromagnetismus » [« Contribution to the theory of ferromagnetism »], Zeitschrift für Physik, vol. 31, no 1,‎ 1925, p. 253–258 (DOI 10.1007/BF02980577, Bibcode 1925ZPhy...31..253I) : Thèse de Ising de 1924 prouvant la non-existence de transitions de phase dans le modèle d'Ising 1 dimensions.
- (de) David Hilbert et Richard Courant, Methoden der mathematischen Physik, 2 vol.
- (en) R. Courant et D. Hilbert, Volume I, WILEY-VCH Verlag GmbH & Co. KGaA ; Paperback/eBook, 1989, 575 p. (ISBN 978-3-527-61721-0, DOI 10.1002/9783527617210)[13]
- (en) R. Courant (dir.) et D. Hilbert (dir.), Volume II, Differential Equations, WILEY-VCH Verlag GmbH & Co. KGaA; Paperback/eBook, 1989, 852 p. (ISBN 978-3-527-61723-4, DOI 10.1002/9783527617234): Manuels influents de deux grands mathématiciens du début du XXe siècle
- Hermann Weyl, Elektron und Gravitation. I. (en allemand), Z. Phys. no 56, 1929, p. 330. Mise en place de la théorie de jauge comme un outil mathématique important, une idée première avancée (sans succès) en 1918 par le même auteur[14].
- John von Neumann (1932).

Voir la partie Mécanique quantique.
- R. Peierls et M. Born, « On Ising's Model of Ferromagnetism », Proc. Cambridge Phil. Soc., vol. 32, no 3,‎ 1936, p. 477–481 (DOI 10.1017/S0305004100019174, Bibcode 1936PCPS...32..477P)

Rudolf Peierls prouve l'existence de transitions de phase dans les modèles Ising de dimensions supérieures.
- PAM Dirac, « A new notation for quantum mechanics », Mathematical Proceedings of the Cambridge Philosophical Society, vol. 35, no 3,‎ 1939, p. 416–418 (DOI 10.1017/S0305004100021162, Bibcode 1939PCPS...35..416D) : Présentation de la notation de Dirac comme une notation standard pour désigner des espaces vectoriels abstraits en mécanique quantique et en mathématiques.
- (en) Philip M. Morse et Herman Feshbach, Methods of theoretical physics : Chapters 1-8, New York, McGraw-Hill, 1953 (ISBN 978-0-07-043316-8)
- (en) Donald H. Menzel (Unabridged and corrected republication of the 2nd), Mathematical physics, New York, Dover, 1961, 412 p. (ISBN 0-486-60056-4) : Introduction complète aux méthodes mathématiques de la mécanique classique, la théorie électromagnétique, la théorie quantique et la relativité générale. Peut-être plus accessible que Morse et Feshbach.
- J. Fröhlich, B. Simon et T. Spencer, « Infrared bounds, phase transitions and continuous symmetry breaking », Communications in Mathematical Physics, vol. 50, no 1,‎ 1er février 1976, p. 79–95 (DOI 10.1007/BF01608557, Bibcode 1976CMaPh..50...79F) : Preuve de l'existence de transitions de phase des modèles continus de symétrie dans au moins trois dimensions.
- (en) Hagen Kleinert, Path Integrals in Quantum Mechanics, Statistics, Polymer Physics, and Financial Markets., Singapour, World Scientific, 2004, 1468 p. (ISBN 981-238-107-4, lire en ligne)

### Physique mathématique pré-moderne
- Galilei, Galileo (1638)

Voir la partie Mécanique classique.
- Newton, Isaac (1687)

Voir la partie Mécanique classique.
- Lagrangia, Giuseppe Ludovico (1788)

Voir la partie Mécanique classique.
- Fourier, J-B.J (1807). Mémoire sur la propagation de la chaleur dans les corps solides

Considéré comme un texte fondateur dans le domaine de l'analyse de Fourier, et une percée pour la solution des équations classiques différentielles de la physique mathématique.

- Hamilton, William Rowan (1828–37)

Voir la partie Optique.
- J-B J Fourier, Théorie analytique de la chaleur, Paris, Firmin Didot Père et Fils, 1822 (OCLC 2688081, lire en ligne)[15],[16] Édition révisée de, Darboux (ed.) (1888)[16] : Annonciation de la loi de Fourier.

### Dynamiques non-linéaire et chaos
- Edward N. Lorenz, « Deterministic Nonperiodic Flow », Journal of the Atmospheric Sciences, vol. 20, no 2,‎ 1963, p. 130–141 (ISSN 1520-0469, DOI 10.1175/1520-0469(1963)020<0130:DNF>2.0.CO;2, Bibcode 1963JAtS...20..130L, lire en ligne [PDF]) : Dans cet article, l'attracteur de Lorenz est présenté pour la première fois, et a donné le premier indice de ce qui est maintenant connu comme l'effet papillon.
- Tien-Yien Li et James A. Yorke, « Period Three Implies Chaos », The American Mathematical Monthly, vol. 82, no 10,‎ 1975, p. 985–992 (DOI 10.2307/2318254, JSTOR 2318254)

## Optique
- (en) Alhacen, Book of Optics, 1021 : (Arabe : Kitab al-Manazir, Latin: De Aspectibus) – Un traité de sept volumes sur l'optique et la physique, écrite par le savant musulman Ibn al-Haytham, et publié en 1021.
- R Hooke, « Micrographia: or, Some physiological descriptions of minute bodies made by magnifying glasses », J. Martyn and J. Allestry, London,‎ 1665 : Première publication importante de la Royal Society. Il a suscité un grand intérêt du public pour la science de la microscopie. Il est aussi remarquable pour la création du terme cellule biologique.
- (en) Christiaan Huygens, Traité de la Lumiere, 1690 : Huygens a atteint une compréhension remarquablement claire des principes de la propagation d'ondes; et son exposition du sujet marque une époque dans le traitement des problèmes optiques.
- (en) Isaac Newton, Opticks or, a Treatise of the reflexions, refractions, inflexions and colours of light. Also two treatises of the species and magnitude of curvilinear figures, Londres, printed for Sam. Smith. and Benj. Walford, 1704 (disponible en ligne) : Une publication clé dans l'histoire de la physique, sans doute la deuxième plus influente après les Principia de Newton. Il décrit ses célèbres expériences concernant la couleur et la lumière, et se termine par une série de questions sur la nature de la lumière et de la matière.
- (de) Johann Wolfgang von Goethe (Translated from the German, with notes, by Charles Lock Eastlake ; introduction by Deane B. Judd), Zur Farbenlehre [« (On the) Theory of Colours »], Cambridge, Massachusetts, MIT Press, 1970 (1re éd. 1810) (ISBN 978-0-262-57021-3) : Texte séminal (considéré comme polémique pour son époque) qui a influencé les recherches ultérieures sur la perception humaine visuelle et de la couleur[17], d'un auteur généralement connu pour son œuvre littéraire.
- Thomas Young, « Bakerian Lecture:  Experiments and calculations relative to physical optics », Philosophical Transactions of the Royal Society, vol. 94,‎ 1804, p. 1–16 (DOI 10.1098/rstl.1804.0001, Bibcode 1804RSPT...94....1Y, lire en ligne)
- (en) Augustin Fresnel, The Wave Theory of Light – Memoirs by Huygens, Young and Fresnel, American Book Company, 1819, 79–145 p. (lire en ligne), « Memoir on the Diffraction of Light »
- (en) Augustin Fresnel, The Wave Theory of Light – Memoirs by Huygens, Young and Fresnel, American Book Company, 1819, 145–156 p. (lire en ligne), « On the Action of Rays of Polarized Light upon Each Other » : Travaux de Thomas Young et Fresnel, qui ont fourni une représentation claire et complète de la propagation de la lumière.
- Maxwell, James Clerk (1861), (1865).

Voir la partie Électromagnétisme.
- Th. Udem, Reichert, J., Holzwarth, R. et Hänsch, T. W., « Accurate measurement of large optical frequency differences with a mode-locked laser », Optics Letters, vol. 24, no 13,‎ 1999, p. 881 (DOI 10.1364/OL.24.000881, Bibcode 1999OptL...24..881U, lire en ligne [archive du 4 août 2010] [PDF])
- J. Reichert, T. W. Hänsch, Th. Udem et T. W. Hänsch, « Measuring the frequency of light with mode-locked lasers », Optics Communications, vol. 172, nos 1–6,‎ 1999, p. 59–68 (DOI 10.1016/S0030-4018(99)00491-5, Bibcode 1999OptCo.172...59R)
- Th. Udem, Holzwarth, R. et Hänsch, T. W., « Optical frequency metrology », Nature, vol. 416, no 6877,‎ 2002, p. 233–237 (PMID 11894107, DOI 10.1038/416233a, Bibcode 2002Natur.416..233U) : Ces trois documents ont introduit la technique du peigne de fréquence. Le plus tôt présenté l'idée principale, mais la dernière est celle souvent citée.

## Physique nucléaire et des particules

### Physique nucléaire
- Becquerel, H, « Sur les radiations émises par phosphorescence », Comptes Rendus, vol. 122,‎ 1896, p. 420–421 (lire en ligne) : Découverte accidentelle d'un nouveau type de rayonnement. Il a été récompensé en 1903 d'un Prix Nobel de physique pour ce travail.
- Découverte du neutron
  - J. Chadwick, « Possible Existence of a Neutron », Nature, vol. 129, no 3252,‎ 1932, p. 312 (DOI 10.1038/129312a0, Bibcode 1932Natur.129Q.312C)
  - J. Chadwick, « The Existence of a Neutron », Proceedings of the Royal Society A: Mathematical, Physical and Engineering Sciences, vol. 136, no 830,‎ 1932, p. 692–708 (DOI 10.1098/rspa.1932.0112, Bibcode 1932RSPSA.136..692C)
  - J. Chadwick, « Bakerian Lecture. The Neutron », Proceedings of the Royal Society A: Mathematical, Physical and Engineering Sciences, vol. 142, no 846,‎ 1933, p. 1–26 (DOI 10.1098/rspa.1933.0152, Bibcode 1933RSPSA.142....1C) : Les expériences de Chadwick ont confirmé l'identité de cette mystérieuse particule détectée indépendamment par Joliot-Curie et Joliot[18], et Bothe & Becker[19],[20] et prédit par Majorana et d'autres[21] à être un nucléon neutre en 1932, pour lesquelles Chadwick a reçu le prix Nobel de physique en 1935[22]

Introduction d'une théorie de la désintégration bêta, qui est apparu en 1933,. L'article fut plus tard influent dans la compréhension de la force nucléaire faible.
- Articles de Bethe Physique nucléaire :
  - Hans Bethe et R. F. Bacher, « Nuclear Physics. A: Stationary States of Nuclei », Reviews of Modern Physics, vol. 8, no 2,‎ 1936, p. 82–229 (DOI 10.1103/RevModPhys.8.82, Bibcode 1936RvMP....8...82B)
  - Hans Bethe, « Nuclear Physics. B: Nuclear Dynamics, Theoretical », Reviews of Modern Physics, vol. 9, no 2,‎ 1937, p. 69–244 (DOI 10.1103/RevModPhys.9.69, Bibcode 1937RvMP....9...69B)
  - Hans Bethe et M. Stanley Livingston, « Nuclear Physics. C: Nuclear Dynamics, Experimental », Reviews of Modern Physics, vol. 9, no 3,‎ 1937, p. 245–390 (DOI 10.1103/RevModPhys.9.245, Bibcode 1937RvMP....9..245L) : Une série de trois articles par Hans Bethe résumant les connaissances en la matière de physique nucléaire au moment de sa publication. L'ensemble des trois articles est familièrement appelé la bible de Bethe.
- C. L. Cowan, Jr., F. Reines, F. B. Harrison, H. W. Kruse, A. D. McGuire, Reines, Harrison, Kruse et McGuire, « Detection of the Free Neutrino: a Confirmation », Science, vol. 124, no 3212,‎ 20 juillet 1956, p. 103–4 (PMID 17796274, DOI 10.1126/science.124.3212.103, Bibcode 1956Sci...124..103C) : Celui-ci contient l'explication d'une expérience première proposée par Wang[25], confirmant l'existence d'une particule (le neutrino, plus précisément le neutrino électronique) premièrement prédit par Pauli en 1940[26],[27] ; un résultat qui a été récompensé près de quarante ans plus tard, en 1995, avec le prix Nobel de Reines[28].

### Physique des particules
- Thomson, JJ (1897).

Voir la partie Physique atomique et moléculaire.
- Hess, V. F. (1912).

Voir la partie Physique nucléaire.
- C.D. Anderson, « The Apparent Existence of Easily Deflectable Positives », Science, vol. 76, no 1967,‎ 1932, p. 238–9 (PMID 17731542, DOI 10.1126/science.76.1967.238, Bibcode 1932Sci....76..238A) : Détection expérimentale d'un positron afin de vérifier la prédiction de l'équation de Dirac, pour lequel Anderson a remporté le prix Nobel de physique en 1936.
- E. Fermi (1934).

Voir la partie Physique nucléaire.
- J. C. Street et E. C. Stevenson, New Evidence for the Existence of a Particle Intermediate Between the Proton and Electron, Phys. Rev. 52, 1003 (1937) : La confirmation expérimentale d'une particule d'abord découvert par Anderson et Neddermeyer à Caltech en 1936; d'abord pensé pour être le meson de Yukawa[29], le muon a plus tard révélé être un électron lourd.
- C. S. Wu, E Ambler, R. W. Hayward, D. D. Hoppes et R. P. Hudson, « Experimental Test of Parity Conservation in Beta Decay », Physical Review, vol. 105, no 4,‎ 1957, p. 1413–1415 (DOI 10.1103/PhysRev.105.1413, Bibcode 1957PhRv..105.1413W) : Une expérience importante (basé sur une analyse théorique par Lee et Yang[30]). Celle-ci a remporté a Lee et Yang le prix Nobel de physique en 1957.
- Sakharov, A. D. (1967).

Voir la partie Cosmologie.
- (en) David Griffiths, Introduction to elementary particles, New York, Wiley, 1987, 392 p. (ISBN 0-471-60386-4) : Manuel de physique des particules.

## Mécanique quantique
- Pour les publications d'avant 1900, voir la section Physique nucléaire et des particules.
- (de) Max Planck, « Ueber das Gesetz der Energieverteilung im Normalspectrum » [« On the Law of Distribution of Energy in the Normal Spectrum »], Annalen der Physik, vol. 309, no 3,‎ 1901, p. 553–563 (DOI 10.1002/andp.19013090310, Bibcode 1901AnP...309..553P, lire en ligne [PDF])
  - Max Planck, « On the Law of Distribution of Energy in the Normal Spectrum », Annalen der Physik, vol. 4, no 3,‎ 1901, p. 553 ff (DOI 10.1002/andp.19013090310, Bibcode 1901AnP...309..553P, lire en ligne [PDF]) : Introduction de la loi de Planck du rayonnement d'un corps noir dans une tentative d'interpoler entre la loi de Rayleigh-Jeans (longueurs d'onde longues) et la loi de Wien (longueurs d'onde courtes). Ce livre est considéré comme le début de la théorie quantique et de la découverte de photons.
- (de) Albert Einstein, « Über einen die Erzeugung und Verwandlung des Lichtes betreffenden heuristischen Gesichtspunkt », Annalen der Physik, vol. 17, no 6,‎ 1905, p. 132–148 (DOI 10.1002/andp.19053220607, Bibcode 1905AnP...322..132E, lire en ligne, consulté le 18 février 2008)
Introduction du concept de quantum de lumière (aujourd'hui appelé photons), pour expliquer l'effet photoélectrique. Cité pour le Prix Nobel de physique (1921).
- Article portant sur le modèle de Bohr :
  - Niels Bohr, « On the Constitution of Atoms and Molecules, Part I », Philosophical Magazine, vol. 26, no 151,‎ 1913, p. 1–24 (DOI 10.1080/14786441308634955, lire en ligne)
  - Niels Bohr, « On the Constitution of Atoms and Molecules, Part II Systems Containing Only a Single Nucleus », Philosophical Magazine, vol. 26, no 153,‎ 1913, p. 476–502 (DOI 10.1080/14786441308634993, lire en ligne)
  - Niels Bohr, « On the Constitution of Atoms and Molecules, Part III Systems containing several nuclei », Philosophical Magazine, vol. 26, no 155,‎ 1913, p. 857–875 (DOI 10.1080/14786441308635031)
  - Niels Bohr, « The spectra of helium and hydrogen », Nature, vol. 92, no 2295,‎ 1914, p. 231–232 (DOI 10.1038/092231d0, Bibcode 1913Natur..92..231B) : Introduction du modèle de Bohr de l'atome (d'hydrogène) atome, qui a servi de fondation pour le modèle en couches atomique plus sophistiquée.
- (de) J. Franck et G. Hertz, « Über Zusammenstöße zwischen Elektronen und Molekülen des Quecksilberdampfes und die Ionisierungsspannung desselben », Verh. Dtsch. Phys. Ges., vol. 16,‎ 1914, p. 457–467 : Une expérience sur la conductivité électrique des gaz qui ont soutenu les conclusions du modèle de Bohr.
- Arnold Sommerfeld, Atombau und Spektrallinien, Friedrich Vieweg et Son Braunschweig, 1919  (ISBN 3-87144-484-7).
- (de) W. Gerlach et O. Stern, « Das magnetische Moment des Silberatoms » [« The magnetic moment of silver atoms »], Zeitschrift für Physik, vol. 9,‎ 1922, p. 353–355 (DOI 10.1007/BF01326984, Bibcode 1922ZPhy....9..353G) : Cette expérience importante a introduit le spin.
- Louis de Broglie, Recherches sur la théorie des quanta, Thèse, Paris, Ann. de Physique (10), 1924, 3, 22 : Présentation formelle du concept de la longueur d'onde de Broglie pour soutenir l'hypothèse de la dualité onde-corpuscule.
- Mécanique matricielle :
  - W. Heisenberg, Über quantentheoretische Umdeutung kinematischer und mechanischer Beziehungen (en allemand), Zeitschrift für Physik, 33, 1925, 879-893. [Traduction anglaise : Bartel Leendert van der Waerden, Sources of Quantum Mechanics, Dover, 1968  (ISBN 0-486-61881-1)]
  - M. Born and P. Jordan, Zur Quantenmechanik (in German), Zeitschrift für Physik, 34, 1925, 858-888, Dover, 1968  (ISBN 0-486-61881-1)
  - M. Born, W. Heisenberg et P. Jordan, Zur Quantenmechanik II (en allemand), Zeitschrift für Physik, 35, 1926, 557-615.

Ces trois articles ont formulé la mécanique matricielle, la première théorie à succès (non-relativiste) de la mécanique quantique
:
- - E. Schroedinger, Quantisierung als Eigenwertproblem, 1926
  - E. Schroediner, « An Undulatory Theory of the Mechanics of Atoms and Molecules », Phys. Rev., vol. 28, no 6,‎ 1926, p. 1049–1070 (DOI 10.1103/PhysRev.28.1049, Bibcode 1926PhRv..28..1049S, lire en ligne, consulté le 13 juin 2013)

Ces documents introduisent la description de l'onde mécanique de l'atome (Ger Wellenmechanik ; à ne pas confondre avec la mécanique ondulatoire classique), inspiré par les hypothèses de la dualité onde-particule d'Einstein (1905) et de Broglie (1924), entre autres. Ce fut la deuxième formulation totalement adéquate d'une théorie (non relativiste) quantique. Il a également introduit la désormais célèbre équation de Schrödinger :
- (de) W. Heisenberg, « Über den anschaulichen Inhalt der quantentheoretischen Kinematik und Mechanik » [« On the Perceptual Content of Quantum Theoretical Kinematics and Mechanics »], Zeitschrift für Physik, vol. 43, nos 3–4,‎ 1927, p. 172–198 (DOI 10.1007/BF01397280, Bibcode 1927ZPhy...43..172H)

Formulation du principe d'incertitude comme un concept clé dans la mécanique quantique
- C.J. Germer et L. Germer, « The Diffraction of Electrons by a Crystal of Nickel », American Tel. & Tel., vol. 7, no 1,‎ janvier 1928, p. 90–105 (DOI 10.1103/PhysRev.30.705, Bibcode 1927PhRv...30..705D, lire en ligne, consulté le 5 décembre 2012) : Déroulement d'une expérience (avec Lester Germer) dans laquelle des motifs de diffraction des rayons X de Bragg ont été observés ; plus tard répliqué de façon indépendante par Thomson, pour lesquels Davisson et Thomson ont partagé le prix Nobel de physique de 1937.
- (en) P. A. M. Dirac, The Principles of Quantum Mechanics, 1930 : La mécanique quantique comme expliqué par l'un de ses fondateurs, Paul Dirac. Première édition publiée le 29 mai 1930. La deuxième au dernier chapitre est particulièrement intéressant en raison de sa prédiction du positron.
- (de) John. von Neumann, Mathematische Grundlagen der Quantenmechanik, 1932 : Formulation axiomatique rigoureuse de la mécanique quantique expliqué par un des mathématiciens les plus pure et appliqué de l'histoire moderne, John von Neumann.
- R P Feynman, The Principle of Least Action in Quantum Mechanics, Ph.D. Dissertation, Princeton University, 1942  (ISBN 978-981-256-380-4).

La première mention de l'intégrale du chemin, une formulation lagrangienne de la mécanique quantique, reposant sur les idées de Dirac, via le processus de Wiener.
- (en) David J. Griffiths, Introduction to Quantum Mechanics, Prentice Hall, 2004, 2e éd. (ISBN 0-13-111892-7)

### Théorie quantique des champs
- Articles de Klein et Gordon :
  - O. Klein, « Quantentheorie und fünfdimensionale Relativitätstheorie », Z. Phys., vol. 37,‎ 1926, p. 895 (DOI 10.1007/BF01397481, Bibcode 1926ZPhy...37..895K)
  - O. Gordon, « Der Comptoneffekt nach der Schrödingerschen Theorie », Z. Phys., vol. 40,‎ 1926, p. 117–133 (DOI 10.1007/bf01390840, Bibcode 1926ZPhy...40..117G) : Ces publications ont formulé ce qu'est devenu aujourd'hui l'équation Klein–Gordon, première équation de Schrödinger relativiste invariante[32].
- Équation de Dirac :
  - P. A. M. Dirac, « The Quantum Theory of the Electron », Proceedings of the Royal Society A, vol. 117, no 778,‎ 1928, p. 610–624 (DOI 10.1098/rspa.1928.0023, Bibcode 1928RSPSA.117..610D)
  - P. A. M. Dirac, « A Theory of Electrons and Protons », Proceedings of the Royal Society A, vol. 126, no 801,‎ 1930, p. 360–365 (DOI 10.1098/rspa.1930.0013, JSTOR 95359, Bibcode 1930RSPSA.126..360D, lire en ligne) : Dans ces articles, Dirac formule et dérive l'équation de Dirac, qui lui a valu un prix Nobel (1933) en physique.
- Richard P. Feynman, « Space-Time Approach to Quantum Electrodynamics », Physical Review, vol. 76, no 6,‎ 1949, p. 769–789 (DOI 10.1103/PhysRev.76.769, Bibcode 1949PhRv...76..769F, lire en ligne) : Introduction à l'approche des diagrammes de Feynman avec l'électrodynamique quantique.
- C. N. Yang et R. Mills, « Conservation of Isotopic Spin and Isotopic Gauge Invariance », Physical Review, vol. 96, no 1,‎ 1954, p. 191–195 (DOI 10.1103/PhysRev.96.191, Bibcode 1954PhRv...96..191Y) : Extension du concept de la théorie de jauge pour des groupes abéliens.
- Electroweak unification papers:
  - S.L. Glashow, « Partial-symmetries of weak interactions », Nuclear Physics, vol. 22, no 4,‎ 1961, p. 579–588 (DOI 10.1016/0029-5582(61)90469-2, Bibcode 1961NucPh..22..579G)
  - S. Weinberg, « A Model of Leptons », Physical Review Letters, vol. 19, no 21,‎ 1967, p. 1264–1266 (DOI 10.1103/PhysRevLett.19.1264, Bibcode 1967PhRvL..19.1264W)
  - A. Salam et N. Svartholm (dir.) « Weak and Electromagnetic Interactions » (1968) 
—Eighth Nobel Symposium at Lerum, Sweden. Conf. Proc. C680519 (1968)
— « (ibid.) », dans Elementary Particle Physics: Relativistic Groups and Analyticity, Stockholm, Almquvist and Wiksell, p. 367–77 : Combiné les interactions faibles et électromagnétiques (par le biais de l'utilisation du mécanisme de Higgs) dans une théorie électro-faible.
- Articles de Higgs et al. de 1964 :
  - F. Englert, R. Brout et Brout, « Broken Symmetry and the Mass of Gauge Vector Mesons », Physical Review Letters, vol. 13, no 9,‎ 1964, p. 321–323 (DOI 10.1103/PhysRevLett.13.321, Bibcode 1964PhRvL..13..321E)
  - P.W. Higgs, « Broken Symmetries and the Masses of Gauge Bosons », Physical Review Letters, vol. 13, no 16,‎ 1964, p. 508–509 (DOI 10.1103/PhysRevLett.13.508, Bibcode 1964PhRvL..13..508H)
  - G.S. Guralnik, Hagen et Kibble, « Global Conservation Laws and Massless Particles », Physical Review Letters, vol. 13, no 20,‎ 1964, p. 585–587 (DOI 10.1103/PhysRevLett.13.585, Bibcode 1964PhRvL..13..585G) : Collectivement, ces trois documents formulent le concept du mécanisme de Higgs.

## Relativité

### Relativité restreinte
- (de) Albert Einstein, « Zur Elektrodynamik bewegter Körper » [« On the Electrodynamics of Moving Bodies »], Annalen der Physik, vol. 17, no 10,‎ 30 juin 1905, p. 891–921 (DOI 10.1002/andp.19053221004, Bibcode 1905AnP...322..891E)
  - On the Electrodynamics of Moving Bodies, traduction de George Barker Jeffery et Wilfrid Perrett dans The Principle of Relativity, Londres : Methuen and Company, Ltd, 1923
  - On the Electrodynamics of Moving Bodies, traduction de Meghnad Saha dans The Principle of Relativity: Original Papers by A. Einstein and H. Minkowski, University of Calcutta, 1920, p. 1–34 : Introduction la théorie de la relativité restreinte. Réconciliation des équations de Maxwell pour l'électricité et le magnétisme avec les lois de la mécanique en introduisant des changements majeurs en mécanique proche de la vitesse de la lumière. Il fait partie de l'Annus Mirabilis.
- Albert Einstein, « Ist die Trägheit eines Körpers von seinem Energieinhalt abhängig? », Annalen der Physik, vol. 18, no 13,‎ 1905, p. 639–641 (DOI 10.1002/andp.19053231314, Bibcode 1905AnP...323..639E, lire en ligne, consulté le 18 février 2008)
- Articles de Minkowski sur la relativité :
  - (de) Minkowski, Hermann, « Das Relativitätsprinzip » [« The Relativity Principle »], Annalen der Physik, vol. 352, no 15,‎ 1915, p. 927–938 (DOI 10.1002/andp.19153521505, Bibcode 1915AnP...352..927M)
  - Minkowski, Hermann, « Die Grundgleichungen für die elektromagnetischen Vorgänge in bewegten Körpern », Nachrichten von der Gesellschaft der Wissenschaften zu Göttingen, Mathematisch-Physikalische Klasse,‎ 21 décembre 1907, p. 53–111
  - Minkowski, Hermann, « Raum und Zeit », Physikalische Zeitschrift, vol. 10,‎ 21 septembre 1908, p. 75–88 : Introduction de la notation de quadrivecteur et la notion d'espace de Minkowski, qui a été adopté plus tard par Einstein, et d'autres.
- (en) Ludwik Silberstein, The theory of relativity, Cambridge University Press, 1914
- (en) Edwin F. Taylor et John Archibald Wheeler, Spacetime Physics : Introduction to Special Relativity, W. H. Freeman, 1992, 2e éd. (ISBN 0-7167-2327-1) : Une introduction moderne à la relativité restreinte, qui explique bien comment le choix de diviser l'espace-temps en une partie temps et une partie espace n'est pas différent du choix de l'attribution des coordonnées à la surface de la terre.

### Relativité générale
- (de) Albert Einstein, « Die Grundlage der allgemeinen Relativitätstheorie » [« The Foundation of the General Theory of Relativity »], Annalen der Physik, vol. 354, no 7,‎ 1916, p. 769–822 (DOI 10.1002/andp.19163540702, Bibcode 1916AnP...354..769E, lire en ligne [archive du 23 août 2006])[33] : Cette publication est le premier compte rendu complet d'une théorie relativiste générale.
- (en) Eddington, Arthur Stanley, The Mathematical Theory of Relativity, Cambridge University Press, 1923 : Un tour de force de calcul tensoriel, développé dans le Chapitre II. Eddington a déduit la métrique de Schwarzschild pour le domaine des événements autour d'une particule massive isolée. Il a expliqué, à la page 92, l'avance du périhélie des planètes, la déviation de la lumière, et le déplacement des raies de Fraunhofer. L'électromagnétisme est relégué au chapitre VI (pp. 170-195), et plus tard (p. 223) La bifurcation de la géométrie et de l'électrodynamique.
- (en) Charles W. Misner, Kip S. Thorne et John Archibald Wheeler (24th printing), Gravitation, New York, W. H. Freeman, 1973 (ISBN 978-0-7167-0344-0) : Un livre sur la gravitation, souvent considérée comme la « Bible » de la gravitation par les chercheurs. Il est publié par W.H. Freeman and Company en 1973. Un tome massif de plus de 1200 pages, le livre couvre tous les aspects de la théorie de la relativité générale et considère également quelques extensions et confirmation expérimentale. Le livre est divisé en deux pistes, la seconde couvre plusieurs sujets avancés.

## Mécanique et thermodynamique statistique
- Benjamin Thompson, Count Rumford, « An Experimental Enquiry Concerning the Source of the Heat which is Excited by Friction », Philosophical Transactions of the Royal Society, vol. 88,‎ 1798, p. 102 (DOI 10.1098/rstl.1798.0006) : Rumford rejette la théorie du calorique et de prétendre que la chaleur était une forme de mouvement.
- J-B J Fourier, Théorie analytique de la chaleur, Paris, Firmin Didot Père et Fils, 1822 (OCLC 2688081) Google eBook.[16]  Édition révisée française, Darboux (ed.) (1888), avec de nombreuses corrections rédactionnelles[16] : Un texte fondateur dans le domaine de l'analyse de Fourier, et une percée pour la solution des équations classiques différentielles de la physique mathématique[34]. Il possède aussi l'annonciation de la loi de Fourier.
- (en) J. Willard Gibbs, On the Equilibrium of Heterogeneous Substances, Connecticut Acad. Sci., 1875–1878 (ISBN 978-0-8493-9685-4 et 0-8493-9685-9) : Entre 1876 et 1878, Gibbs a écrit une série d'articles intitulés collectivement Sur l'équilibre des substances hétérogènes, considéré comme l'un des plus grands accomplissements de la science physique du XIXe siècle, et de la fondation de la science de la chimie physique. Dans ces articles, Gibbs applique la thermodynamique à l'interprétation des phénomènes physico-chimiques, et a montré l'explication et l'interrelation de faits inexplicables. Les Articles de Gibbs sur les équilibres hétérogènes inclus: certains concepts potentiels chimiques; certains concepts d'énergie libre; un idéal ensemble gibbsien (base du champ de la Physique statistique) ; et une règle des phases.
- (en) Josiah Willard Gibbs, Elementary Principles in Statistical Mechanics, developed with especial reference to the rational foundation of thermodynamics, New York, Éditions Scribner, 1902
- (de) Einstein, Albert, « Über die von der molekularkinetischen Theorie der Wärme geforderte Bewegung von in ruhenden Flüssigkeiten suspendierten Teilchen » [« On the movement of small particles suspended in a stationary liquid demanded by the molecular-kinetic theory of heat »], Ann. Phys., vol. 17, no 549,‎ 1905, p. 549–560 (DOI 10.1002/andp.19053220806, Bibcode 1905AnP...322..549E) Online PDF copy. : Dans cette publication, Einstein a couvert son étude du mouvement brownien, et a fourni des preuves empiriques de l'existence des atomes. Ce document fait partie du Annus Mirabilis.
- Ernst Ising, Ernst (1924), (1925).

Voir la partie Physique mathématique.

- R. Beierls, M. Born, M. (1936).

Voir la partie Physique mathématique.
- N. Metropolis, A.W. Rosenbluth, M.N. Rosenbluth, A.H. Teller et E. Teller, « Equation of State Calculations by Fast Computing Machines », Journal of Chemical Physics, vol. 21, no 6,‎ 1953, p. 1087–1092 (DOI 10.1063/1.1699114, Bibcode 1953JChPh..21.1087M) : Introduction de la méthode Metropolis-Monte Carlo avec des conditions périodiques aux limites et l'applique à la simulation informatique d'un fluide (matière).
- E. Fermi, J. Pasta, S. Ulam (1955)

Voir la partie Physique numérique.
- Kenneth G. Wilson, « The renormalization group: critical phenomena and the Kondo problem », Rev. Mod. Phys., vol. 47, no 4,‎ 1974, p. 773–840 (DOI 10.1103/RevModPhys.47.773, Bibcode 1975RvMP...47..773W) : Application du groupe de renormalisation à la solution du problème Kondo. L'auteur a reçu le prix Nobel en 1982 pour cette tâche.